# 本郷事件
本郷事件（ほんごうじけん）とは、1949年（昭和24年）6月2日に、福井県大飯郡本郷村（現・おおい町）で発生した朝鮮人による暴行事件。

## 事件の概要
1949年6月2日、国家地方警察福井県若狭地区警察署の本郷派出所の警察官が朝鮮人地区の地図を作成したことについて、在日本朝鮮人連盟の幹部が抗議した。
幹部は一旦戻り、在日朝鮮人70人を引き連れて、派出所を包囲した。そして中の警察官に暴行を加え、そのまま居座り続けた。若狭地区警察署は署員を急派したが、なおも居座り、6月4日になってようやく解散した。
朝鮮人側は
- 暴行警察官の罷免
- 被害者に対する損害賠償
- 朝鮮人に対する謝罪
- 朝鮮人問題については、事前に朝連と連絡協議をすること

などを要求したが、警察は6月10日に朝鮮人2人を逮捕するために現地に向かった。待ち構えていた朝鮮人200人が、石や糞尿を投げつけて逮捕を妨害したが、なんとか強行突破し、2人を予定通り逮捕した。
その後朝鮮人たちは、「民族弾圧、ファッショ警察の再現」と叫んで警察署前に居座ったり、「ファッシズム国警若狭地区警察の真相」と題するビラをばら撒くなど示威行動を続けた。